# استان سیستان و بلوچستان

استان سیستان و بَلوچِستان یکی از استان‌های ایران است که مرکز آن شهر زاهدان می‌باشد. این استان در جنوب‌شرق ایران قرار گرفته است و دومین استان پهناور در ایران پس از استان کرمان به‌شمار می‌آید. استان سیستان و بلوچستان از شمال به استان خراسان جنوبی، از غرب با استان‌های کرمان و هرمزگان، از جنوب به دریای مکران و از شرق به کشورهای پاکستان و افغانستان محدود می‌شود. از مهم‌ترین شهرهای استان می‌توان به زاهدان، زابل، ایرانشهر و چابهار اشاره کرد. همچنین تنها بندراقیانوسی کشور، بندر شهید بهشتی چابهار نیز در این استان واقع شده‌است.
زاهدان مرکز استان از طریق راه‌آهن با میرجاوه و پاکستان ارتباط دارد و از سوی کرمان هم به راه‌آهن سراسری ایران متصل است. همچنین با بهره‌برداری کامل از راه‌آهن زاهدان-چابهار از جنوب نیز به اقیانوس متصل خواهد شد. استان سیستان و بلوچستان با داشتن موقعیت راهبردی بازرگانی-ترانزیتی و دارا بودن باغات استوایی و همچنین جاذبه‌های فراوان تاریخی و طبیعی و نیز صنعت درحال رشد از توانایی و ظرفیت بالایی برای توسعه برخوردار است.
این استان در سال ۱۳۳۶ در پی مصوبه تبدیل واحد فرمانداری کل به استان، از فرمانداری کل بلوچستان به استان بلوچستان و سیستان تشکیل شد. سپس در اواخر دوره پهلوی «استان بلوچستان و سیستان» به «استان سیستان و بلوچستان» تغییر نام داده شد.

### جمعیت

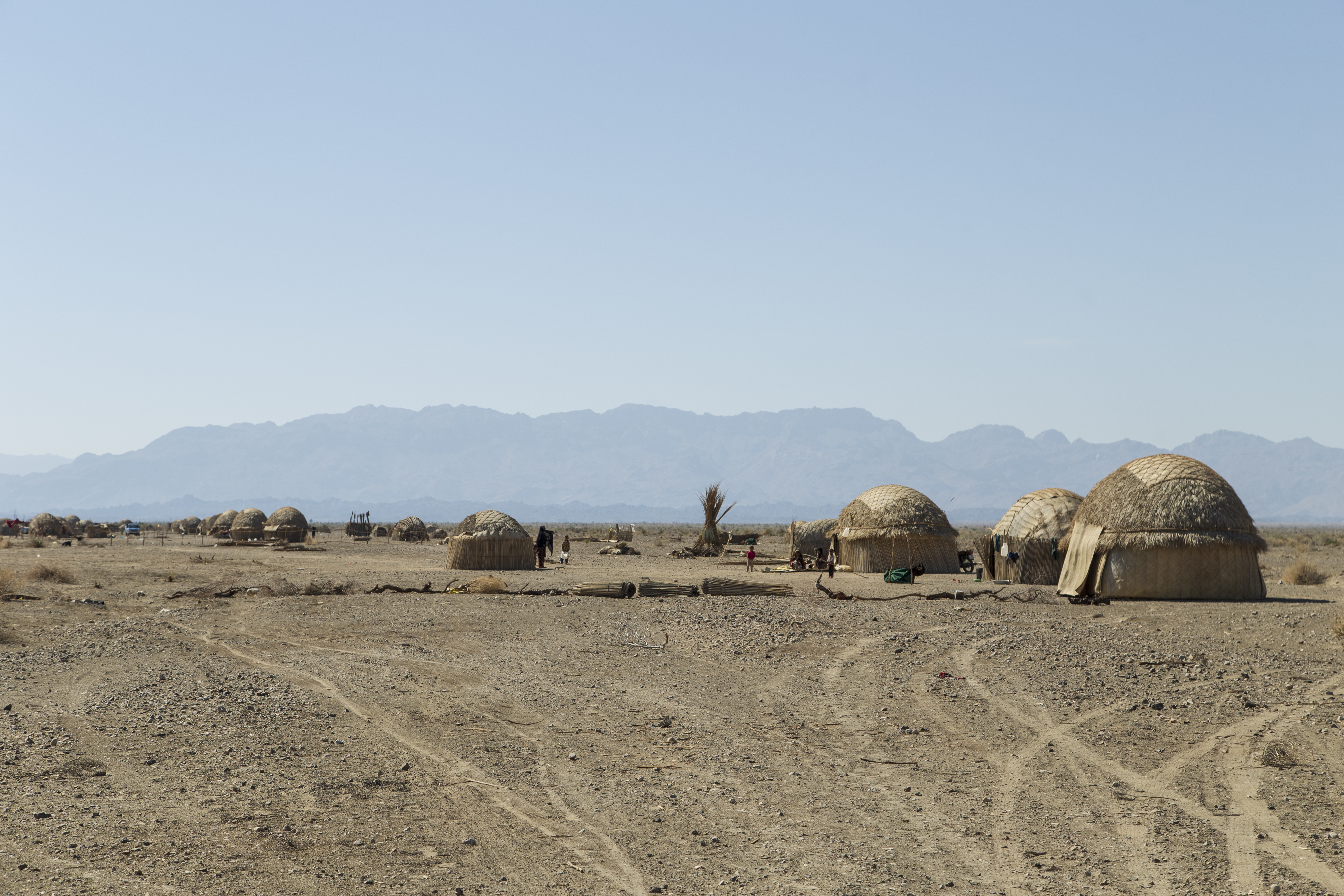
کپرهای یک روستا در سیستان و بلوچستان ایران

#### زبان بلوچی

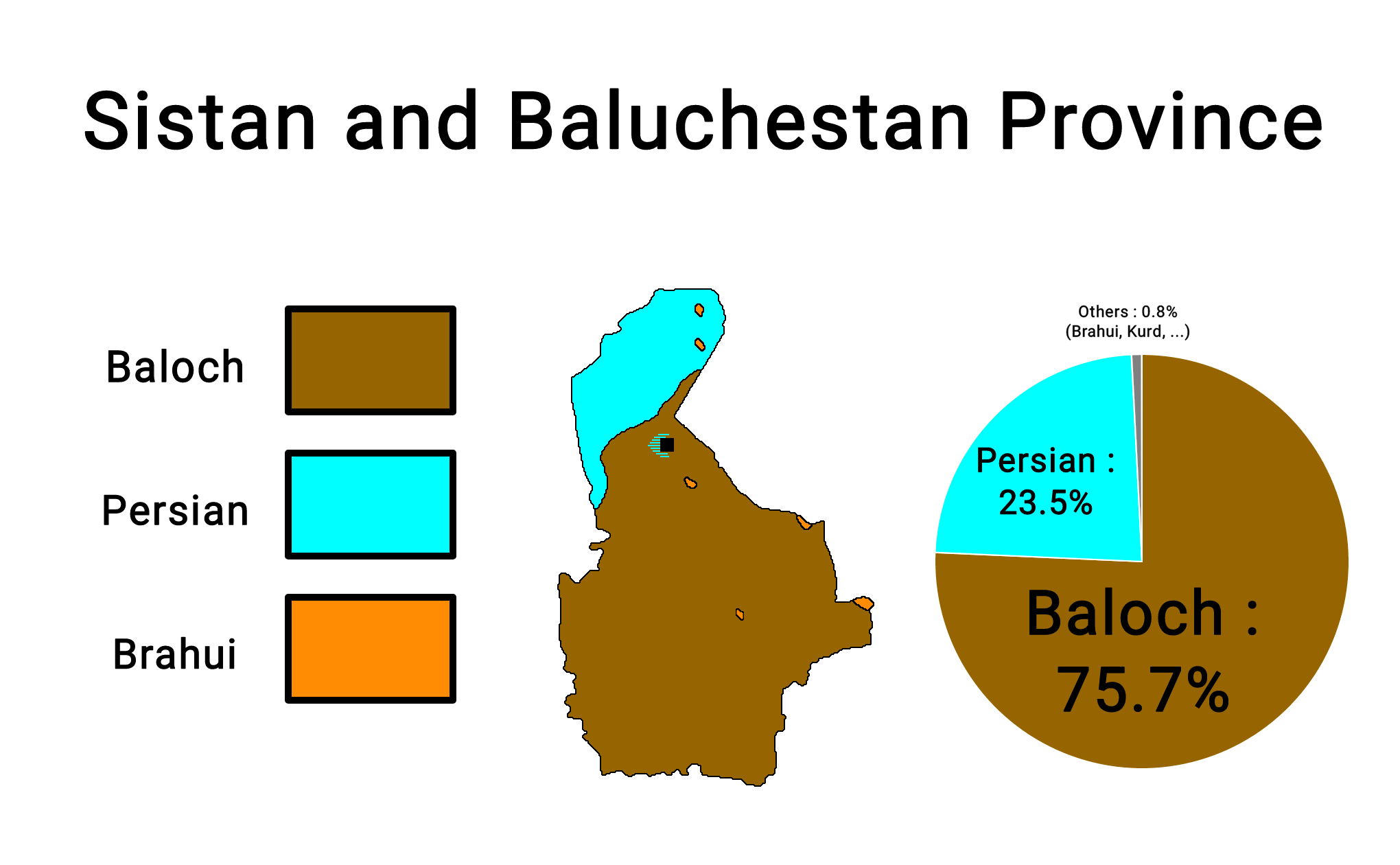
پراکنش اقوام در سیستان و بلوچستان

#### جاده‌ها و ترابری همگانی

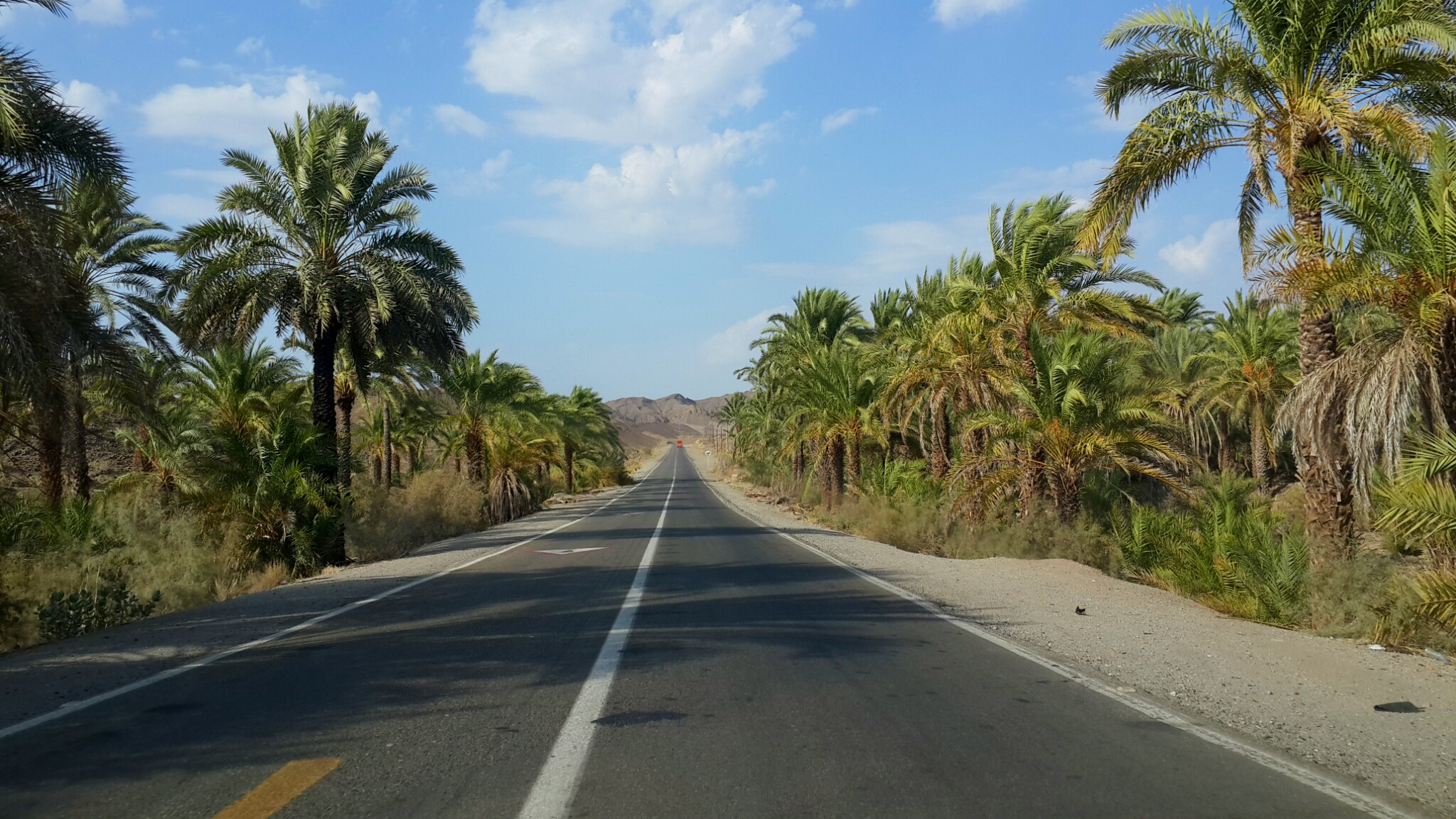
جاده ایرانشهر-خاش (دهستان دامن)

## اقتصاد

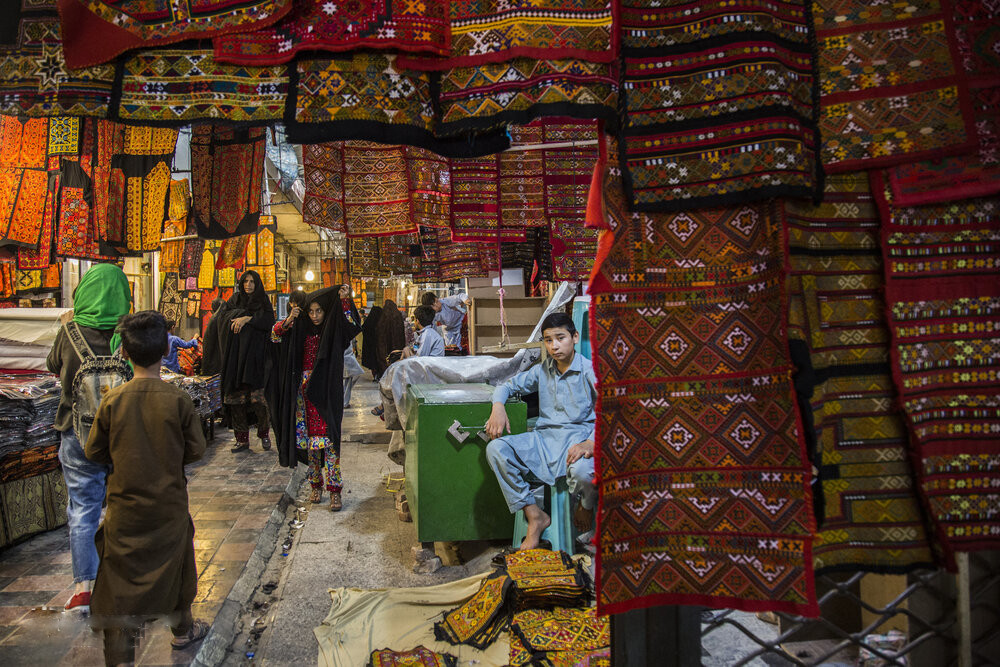
نمایی از بازار رزاق‌زادهٔ زاهدان (ژوئیهٔ ۲۰۱۹)

### کشاورزی و دامپروری

تاکستان انگور در سیستان و بلوچستان

### صنایع دستی

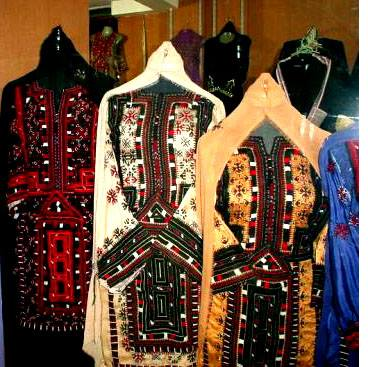
نمونه سوزندوزی لباس زنان بلوچ

### گردشگری و جاهای دیدنی

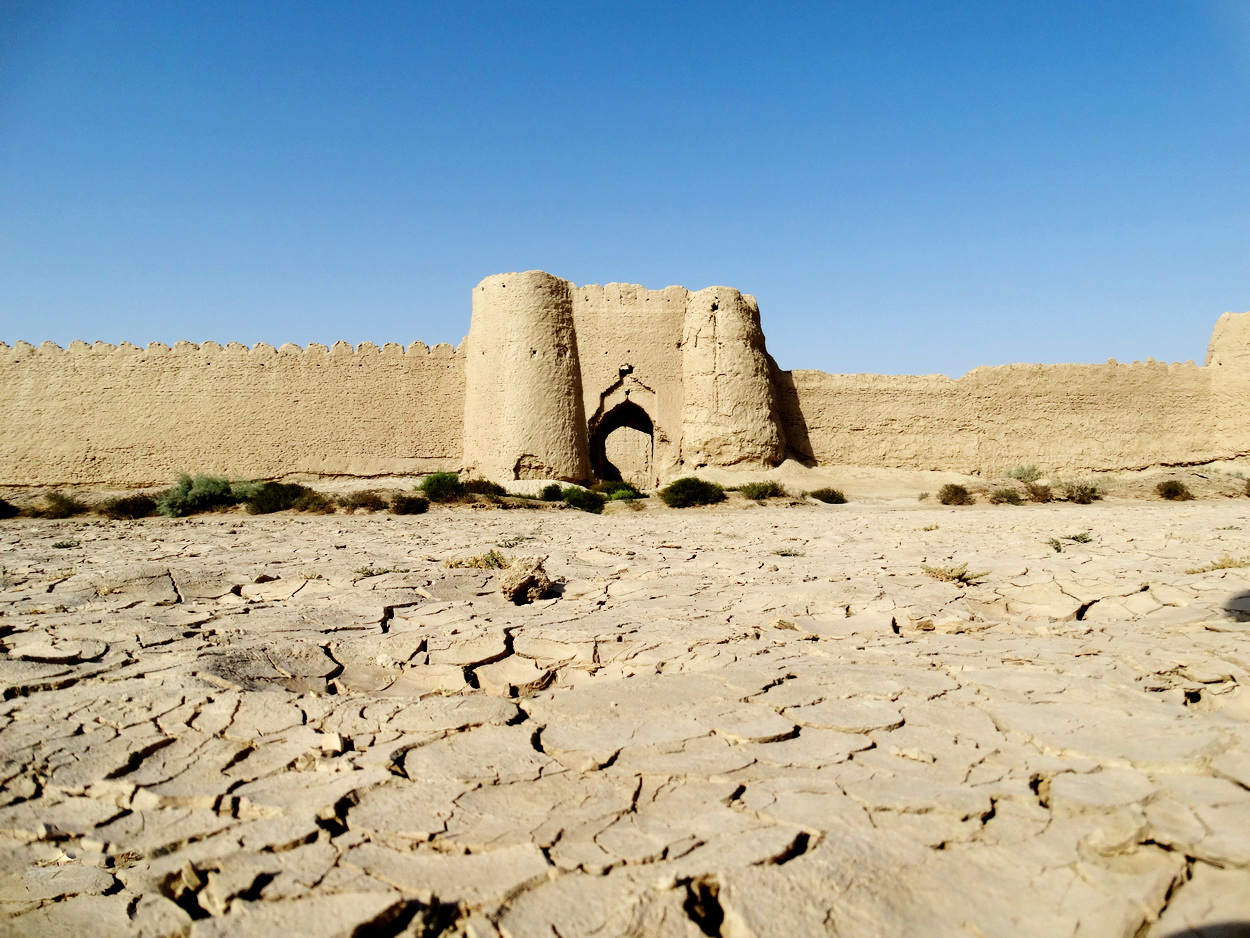
قلعه رستم، شهرستان هامون

## نام‌شناسی

### پیشینه نام استان
در سال ۱۳۲۶ طی تصویب «فرمانداری کل بلوچستان» که هم تراز با واحد استان و شامل استان سیستان و بلوچستان کنونی می‌شد توسط هیئت وزیران تصویب و از استان هشتم (کرمان و بلوچستان) جدا و ایجاد گشت. ابتدا تصویب شد حوزهٔ بلوچستان مرکب از ۳ فرمانداری تابعه سراوان، ایرانشهر و چابهار به مرکزیت زاهدان تحت نظر یک مأمور عالی‌رتبه به نام فرماندار کل که هم ردیف با استاندار بود از طرف مرکز (تهران) اداره شود. سپس در پی تغییر مصوبه ماده ۲ زابل از استان نهم جدا و به «فرمانداری کل بلوچستان» الحاق شد و فرمانداری کل بلوچستان تا سال ۱۳۳۶ باقی ماند.
در سال ۱۳۳۶ درپی مصوبه تبدیل واحد فرمانداری کل به استان، فرمانداری کل بلوچستان به استان بلوچستان و سیستان تبدیل شد. سپس در اواخر دوره پهلوی یا اوایل دوره جمهوری اسلامی «استان بلوچستان و سیستان» به «استان سیستان و بلوچستان» تغییر نام داده شد.

### نامگذاری
سرزمین اساطیری سیستان و بلوچستان از دو ناحیه شمال و جنوب تشکیل شده است. سیستان امروزی که قسمت شمالی استان را در برمی گیرد و سرزمین بلوچستان امروزی که ناحیه جنوبی استان را تشکیل می‌دهد.

#### نامگذاری سیستان
سرزمین سیستان امروزی که قسمت شمالی استان را در برمی گیرد، در کتاب اوستا، یازدهمین سرزمینی است که " اهورامزدا " آفریده. همچنین زادگاه رستم دستان قهرمان حماسی شاهنامه فردوسی می‌باشد. تاریخ نگاران سیستان را به گرشاسب، یکی از نوادگان کیومرث نسبت داده‌اند. نام سیستان از نام اقوام آریایی " سکا " اخذ شده است. " سکاها " در حدود سال ۱۲۸ قبل از میلاد، سیستان را به تصرف خود درآورده و در پهنه آن استقرار یافته‌اند." نیمروز " نام دیگر سیستان است. همچنین بنای بیشتر شهرهای سیستان را به پهلوانان اسطوره‌ای ایران چون زال، سام و رستم نسبت داده‌اند. زمانی سیستان جزو متعلقات دولت ساسانی به‌شمار می‌آمد که به دست اردشیر بابکان فتح شد و در سال ۲۳ هجری قمری، مسلمانان عرب این سرزمین را فتح کردند. اولین فرمانروای معروف ایرانی این سرزمین بعد از اسلام، " یعقوب لیث " صفاری بود. بعد از صفاریان، سامانیان، غزنویان و سلجوقیان نیز هریک، مدتی در این سرزمین فرمان رانده‌اند که تغییریافتهٔ سجستان یا سکستان است به «معنای سرزمین قوم سکا» است. قوم سکا نزدیک ۲۵۰۰ سال پ.م. به حاشیهٔ رودخانهٔ هیرمند آمدند. پس از یورش سکاها به این منطقه، نام پیشین زرنج یا زرنگ به سکستان تغییر یافت.

#### نامگذاری بلوچستان (مکران)
منطقهٔ بلوچستان در قدیم به نام ماکا، ایالت چهاردهم ایران در دوران امپراطوری هخامنشی بوده است که سپس در دوران پسین به مکران، تبدیل و احتمال می‌رود که پس از تسخیر توسط نادرشاه افشار (۱۱۶۰–۱۱۰۰ ه‍.ق) این ناحیه به بلوچستان تبدیل شده است.
فردوسی در شاهنامه به مکران اشاره کرده است هنگامی که فرماندهٔ سپاه قوم کوچ وبلوچ به نام اشکش به مکران می‌رود:
پس گستهم اشکش تیز گوش /که بازور و دل بود و با مغز و هوش
' 'سپاهش زگردان کوچ و بلوچ /سگالیده جنگ و برآورده خوج
کسی درجهان پشت ایشان ندید/برهنه یک انگشت ایشان ندید
' 'درفشی برآورده پیکر پلنگ /همی از درفشش بیارید جنگ
چو آگاه شد اشکش آمد براه/ ابا لشکری ساخته پیش شاه
همه تیز و مکران بیاراستنند/زهرجای رامشگران خواستند

## پیشینه

### پیش از اسلام

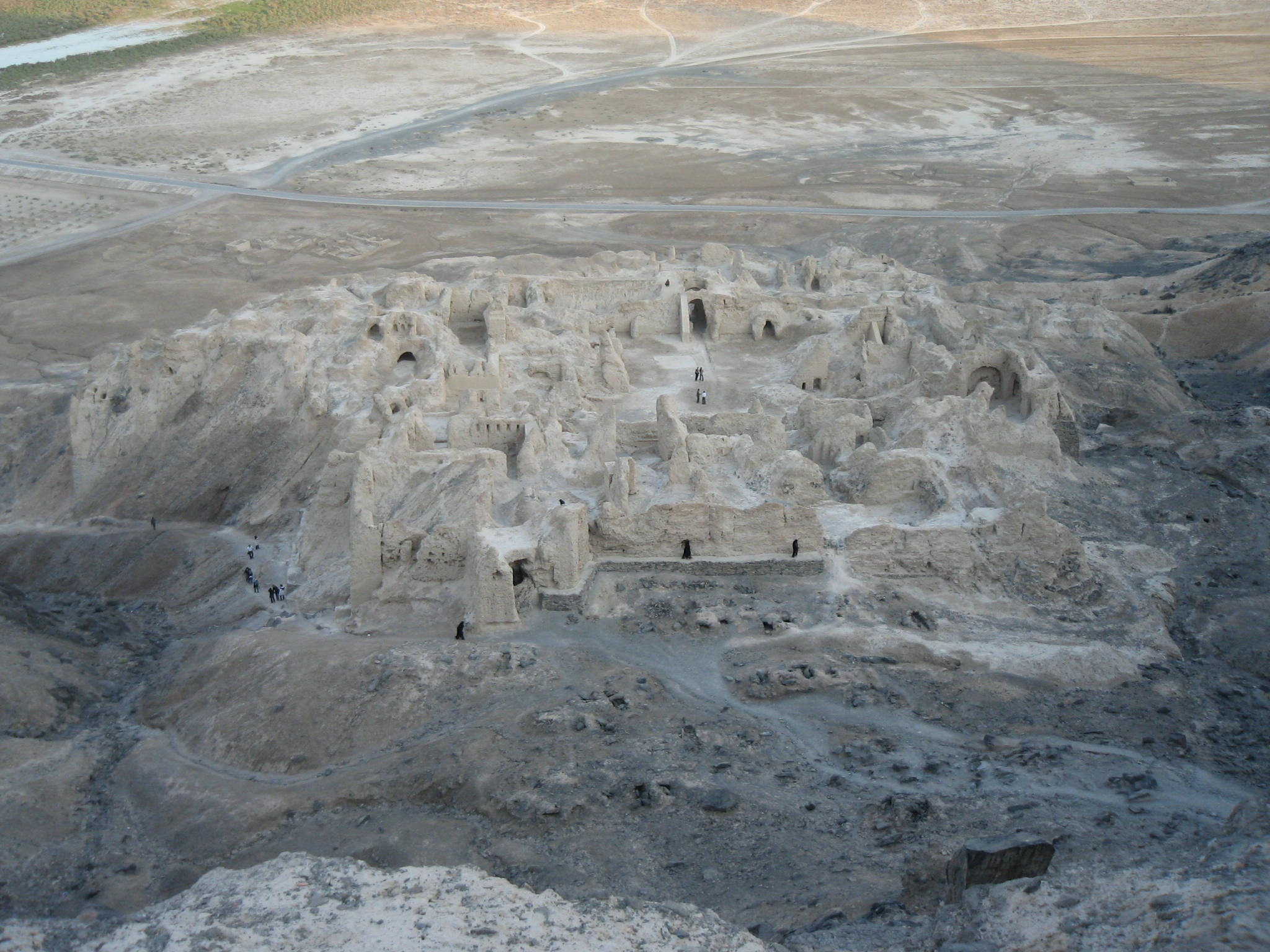
کوه خواجه که از آثار به‌نام دوره‌های اشکانی، ساسانی و اسلامی به‌شمار می‌آید.

در شهرستان سراوان، تپه‌ای سنگی وجود دارد که مردم محلی از قدیم به آن کوه مهرگان می‌گویند و از اجداد خود نقل می‌کنند که در روزهای معین مردمی بالای این تپه آتش می‌افروختند و مراسم نیایش اهورامزدا به جای می‌آوردند. در محدوده آن نیز سنگ نگاره‌هایی یافت می‌شود که مربوط به دوران شکار و پیش از پیدایش زبان می‌باشد. بیشتر آثار تاریخی پیش از اسلام از بین رفته‌اند و تنها خرابه‌هایی از آن برجا مانده است.
سیستان و بلوچستان از دو ناحیه سیستان (زابل، هیرمند، نیمروز، شهرستان زهک]) و بلوچستان (سرحد و مکران - سرحد شامل زاهدان، خاش، میرجاوه، تفتان،  نیمی از سراوان و توابعشان، مکران شامل نیم دیگر سراوان، نیکشهر، ایرانشهر تا چابهار) تشکیل شده است. سرزمین اساطیری سیستان که قسمت شمالی استان را در برمی گیرد، در کتاب اوستا، یازدهمین سرزمینی است که «اهورامزدا» آفریده. سیستان همچنین زادگاه رستم دستان قهرمان حماسی شاهنامه فردوسی می‌باشد.
تاریخ نگاران سیستان را به گرشاسب، یکی از نوادگان کیومرث نسبت داده‌اند. د. «نیمروز» نام دیگر سیستان است. همچنین بنای بیشتر شهرهای سیستان را به پهلوانان اسطوره‌ای ایران چون زال، سام و رستم نسبت داده‌اند. زمانی سیستان جزو متعلقات دولت ساسانی به‌شمار می‌آمد که به دست اردشیر بابکان فتح شد و در سال ۲۳ هجری قمری، مسلمانان عرب این سرزمین را فتح کردند.
اولین فرمانروای معروف ایرانی این سرزمین بعد از اسلام، «یعقوب لیث» صفاری بود. همچنین یعقوب لیث صفاری پس از شکست اعراب، زبان فارسی را به عنوان زبان رسمی کشور اعلام کرد بعد از صفاریان، سامانیان، غزنویان و سلجوقیان نیز هر یک، مدتی در این سرزمین فرمان رانده‌اند.
سرزمین سیستان دارای مکان‌های باستانی و دیدنی فراوانیست مانند کوه خواجه که نام دیگر آن به زبان پهلوی (اوشیدا) است و به معنای کوه ابدی است. این کوه تنها بلندی دشت سیستان است و مورد تقدس زرتشتیان هم قرار دارد زیرا آنان بر این باورند که پیامبر دین زرتشت از آنجا ظهور می‌کند. در کوه خواجه آثاری از سلسله‌های اشکانیان، ساسانیان و حکومت‌های اسلامی بعد از آن‌ها برجا مانده است.
سرزمین مکران که یونانی‌ها آن را «گدروزیا» نامیده‌اند. در زمان قدیم در سرزمین مکران باتلاق بسیار وجود داشت و «اراینا» یا «ایرینا» در زبان سانسکریت به معنی باتلاق است و برخی معتقدند از ترکیب این کلمه با کلمه «مکا» کلمه‌ای پدید آمد که به مرور زمان به مکران تبدیل شد.
در فرهنگ معین دربارهٔ قوم بلوچ آمده است: «قومی صحرانشین و مقیم مکران، طایفه‌های خارجی در آن ناحیه به‌نسبت نفوذ نکرده و ایشان در برابر بیگانگان مقاومت نموده‌اند. آنان زبان خاص خود را دارند که به مکرانی معروف است در تپه‌های مکران آثاری به دست آمده است که تاریخ این سرزمین را به سه هزار سال پیش از میلاد می‌رساند.
در زمان خلافت خلیفه دوم، این سرزمین به وسیله عرب‌ها فتح و یکی از سرداران عرب به عنوان حاکم آن منصوب شد، ولی در اثر مخالفت‌ها و جنگ‌های مردم مکران با وی، سرانجام این سرزمین را ترک کرد. در سال ۳۰۴ هجری قمری، سرزمین مکران به وسیله دیلمیان فتح گردید.
در زمان حکومت سلجوقیان در کرمان، منطقه مکران نیز توسط آن‌ها اشغال و تابع کرمان شد بعد از حکومت نادر، مکران اسماً جزو ایران بود، اما حکومت مرکزی تسلط کاملی بر آن نداشت.

### جنگ جهانی اول
در نخستین روز اکتبر سال ۱۸۷۷ ژنرال ریجنالد ادوارد هری دایر به بهانه همکاری سرداران بلوچ با قوای آلمانی به بلوچستان حمله کرد. هنگامی که کمپانی هند شرقی بر هند و پاکستان امروزی مسلط شد و منطقه کلات و بلوچستان پاکستان به تصرف انگلیسی‌ها درآمد، سرداران بلوچ برای اهداف استعماری انگلیس مانع‌تراشی می‌کردند. آنها با حمله به کاروان انگلیسی‌ها مانع حضور انگلیس در سرحد بلوچستان شده بودند. در این زمان انگلیس به فکر کشیدن خط آهن به بلوچستان ایران بود. مهم‌ترین سرداران بلوچ که با انگلیسی‌ها جنگیدند سردار جمعه خان اسماعیل زهی، سردار خلیل خان گمشادزهی در منطقه گشت و سردار جنیدخان یار احمد زهی بودند. جنگ‌های این سرداران بلوچ با قوای انگلیس منجر به کشته شدن بسیاری از نیروهای انگلیسی شد در نبردی که بین نیروهای جمعه خان با انگلیس در شمال زاهدان کنونی روی داد بیش از ۷۰ انگلیسی کشته شدند. در نبرد دره نالک در نزدیکی روستای سنگان نیز بیش از ۳۳۰ انگلیسی به قتل رسیدند.

### شاهنشاهی پهلوی
هنگام به حکومت رسیدن رضاخان، قوای دولتی حکومت وقت به فرماندهی امان‌الله جهانبانی در سال ۱۳۰۷ به بلوچستان اعزام و لشکر کشی می‌کنند و پس از درگیری با دوست محمدخان (حاکم وقت بلوچستان) و نیروهایش موفق می‌شوند آنها را شکست دهند. پس از آن، بلوچستان زیر نظر حکومت مرکزی ایران اداره می‌شود و حکومتِ سرداران و خوانین بومی، به پایان می‌رسد. امان‌الله جهانبانی خاطرات خود را در این مورد در کتاب‌هایی با عنوان عملیات قشون در بلوچستانُ و در کتابی دیگربه نام سرگذشت بلوچستان و مرزهای آن منتشر کرده است.

### جمهوری اسلامی
در شهریور ۱۳۹۲، حلیمه عالی، نمایندهٔ زابل در مجلس ایران دربارهٔ افزایش یافتن مهاجرت از استان سیستان و بلوچستان به‌دلیل خشک‌سالی، هشدار داد و از دولت جمهوری اسلامی ایران درخواست کرد که به زنده‌کردن دریاچه هامون بپردازد. تالاب بین‌المللی هامون در این دوران، خشک شده بود و طوفان شن و گرد و غبار تشدید شد.
گزارشی در بهمن ۱۳۹۲ در بی‌بی‌سی فارسی، نوشت «سیستان و بلوچستان سرزمین پهناور و به‌نسبت فراموش شده‌ای است که همواره در صدر جدول شاخص‌های توسعه‌نیافتگی و محرومیت‌ها پدیدار می‌شود، یا کشتارهای مقطعی گروهای خشونتگرا نظر را بسوی آن جلب می‌کند». تا این سال، برپایهٔ واپسین بررسی مرکز آمار ایران، نرخ مشارکت اقتصادی در استان سیستان و بلوچستان، کمترین در سطح ایران بوده است. یک سال پیش از این، وجود داشتن منابع بزرگ انرژی در سواحل دریای بلوچستان، تأیید شده بود. در این گزارش گفته شد که اندک طرح‌های عمرانی و صنعتی این استان، پیشرفت فیزیکی بیشتر از چهل درصد تجربه نکرده‌اند و به‌طور معمول بیشتر آنان به جز برنامه‌های نظامی یا امنیتی، نیمه‌کاره رها می‌شده‌اند. حتی در تاریخ نوشتن این گزارش، بلوچستان تنها استان ایران بوده است که گاز شهری نداشته است. گزارش مربوطه در این سال، ۱۳۹۲، می‌گفت که بسیاری از کشاورزان استان، با مشکل تأمین گذران زندگی و ارتزاق روبرو شده بودند. در ادامه، اعلام شد که فقر در پیرامون شهرها و به‌ویژه منطقه‌های روستایی در بلوچستان «بیداد می‌کند». این گزارش همچنین دولت جمهوری اسلامی ایران را به تبعیض متهم می‌کرد. این گزارش ادامه داد که در این دوره، بر پایه واپسین پژوهش وزارت بهداشت ایران، تهران و گیلان بالاترین و سیستان و بلوچستان دارای پایین‌ترین سن امید به زندگی در این کشور بوده‌اند.
در سال ۱۳۹۷، گزارشی در رادیو فردا فقر گسترده در این استان را به عنوان یکی از محرکه‌های پیوستن قشرهای ضعیف جامعه به «بسیج عشایری» دانست و نوشت «تبعیض و فقر دامنه‌دار در منطقه بلوچستان دو علت ریشه‌ای مشکلاتی هستند که عواقب امنیتی فراوانی را به وجود آورده‌اند». اما پیش از این، در فروردین ۱۳۹۳، استاندار سیستان و بلوچستان گفت: «هیچ تبعیضی بین زن و مرد و اقوام و مذاهب استان سیستان و بلوچستان وجود ندارد و فقط شایسته‌سالاری مدنظر است».
اعتراضات ۱۳۹۹ سیستان و بلوچستان رخداد قابل توجه دیگر در این دوره است. این اعتراضات از روز ۴ اسفند در جنوب شرق ایران، آغاز شد و در شهرهای دیگری همچون سراوان، ایران‌شهر، قلعه بید، شورو، زاهدان، سرجنگل، خاش و میرجاوه گسترش پیدا کرد. در سال ۱۳۹۹ کشتن سوخت‌بران و افراد معترض در سیستان و بلوچستان توسط نیروهای امنیتی جمهوری اسلامی رخ داد که در نمونه‌ای توسط آمریکا، محکوم شد. صدای آمریکا نیز در سه‌شنبه ۵ اسفند همین سال، بر پایهٔ ویدئوهای فرستاده‌شده و روایت‌های پخش‌شده در شبکه‌های اجتماعی گزارش کرد که جمعی از شهروندان سراوان به دنبال آنچه که «کشته شدن چندین سوخت‌بر توسط شلیک مستقیم مأموران سپاه پاسداران گزارش شده است، در مقابل ساختمان فرمانداری این شهرستان تجمع کردند».

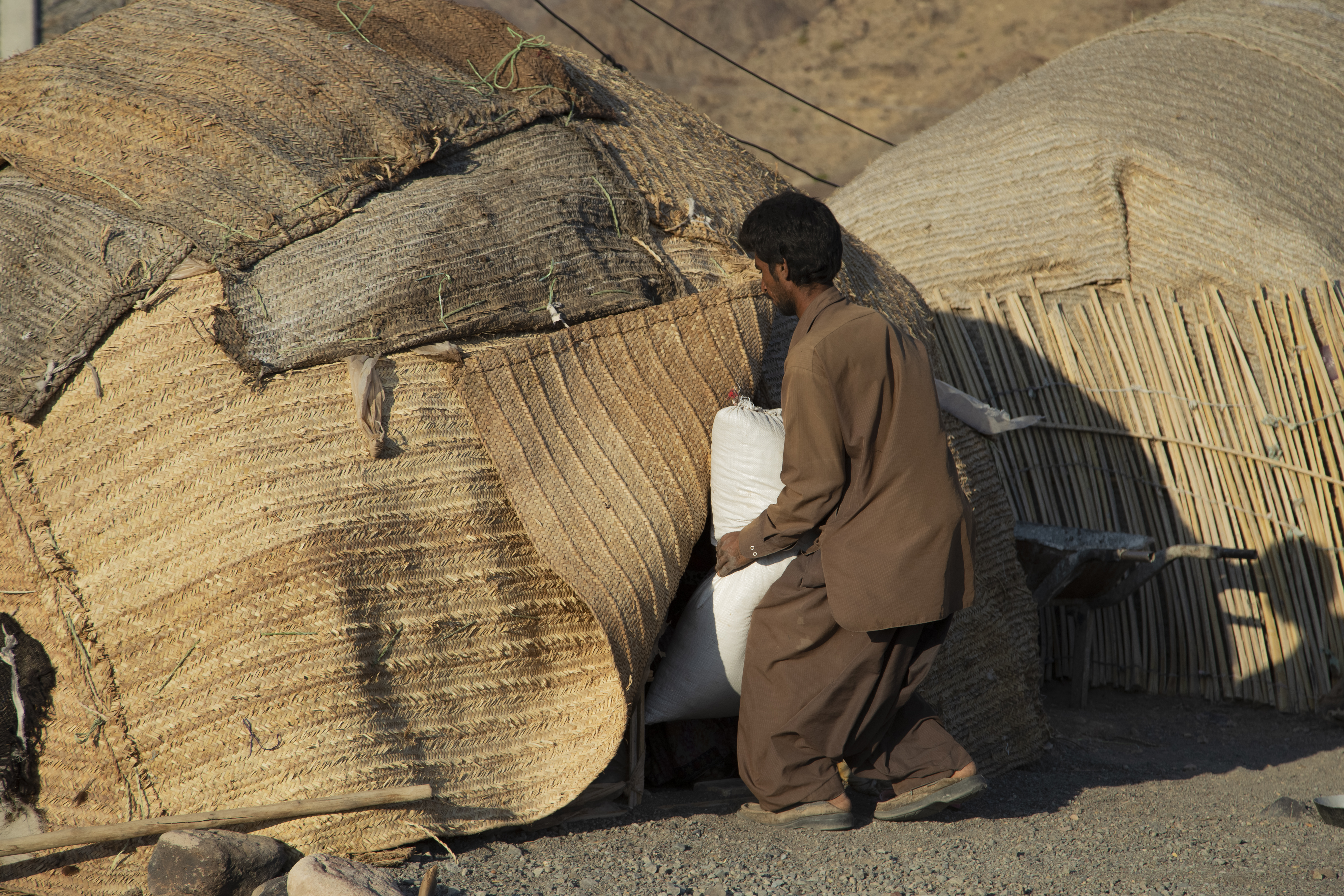
کپرنشینی در مناطق مختلف جنوب کرمان و سیستان و بلوچستان

خبرگزاری تسنیم در تیر ۱۴۰۰ گزارشی منتشر کرد که می‌گفت سیستان و بلوچستان در پایین جدول شمار و شاخص تخت‌های بیمارستانی است و «دولتی‌ها وضعیت فاجعه‌بار را عادی جلوه می‌دهند».

## جغرافیا
استان سیستان و بلوچستان با وسعتی حدود ۱۸۰٬۷۲۶ کیلومتر مربع، پس از استان کرمان دومین استان پهناور ایران می‌باشد، که با قرار گرفتن در بین ۲۵ درجه و ۳ دقیقه تا ۳۱ درجه و ۲۷ دقیقه عرض شمالی از خط استوا و ۵۸ درجه و ۵۰ دقیقه تا ۶۳ درجه و ۲۱ دقیقه طول شرقی از نصف‌النهار گرینویچ، از نظر جمعیتی از کم‌تراکم‌ترین استان‌های ایران است.
استان سیستان و بلوچستان از شمال به استان خراسان جنوبی و کشور افغانستان، از شرق به کشورهای پاکستان و افغانستان، از جنوب به دریای مکران و از مغرب به استان‌های کرمان و هرمزگان محدود می‌شود. سیستان و بلوچستان ۱۱۰۰ کیلومتر مرز با کشورهای پاکستان و افغانستان و ۳۰۰ کیلومتر مرز آبی با دریای مکران دارد و تنها استان ایران است که با پاکستان مرز مشترک دارد و همچنین به‌دلیل قرار گرفتن در موقعیت راهبردی و ترانزیتی از اهمیت فراوانی برخوردار است
شمال استان، برآمده از آبرفت‌های رودخانه هیرمند، که بزرگ‌ترین دریاچه آب شیرین جهان در مواقع پرآبی را در خویش جای داده است. کوه خواجه تنها پشتهٔ بلندی می‌باشد که در شمال استان خود نمایی نموده و نزد اهالی از قداستی خاص برخوردار است. دشت سیستان که در گروه اقلیم بیابانی میانه قرار دارد، بارشی کمتر از ۶۵ میلی‌متر را در سال دریافت می‌کند و میزان تبخیر در آن به بیش از ۵۰۰۰ میلی‌متر می‌رسد. این شرایط در مجموع باعث خشکی فیزیکی شدید محیط بوده و در سال‌هایی که میزان ورودی آب رودخانه هیرمند کاهش می‌یابد، خشکسالی‌های مخرب توسعه پیدا می‌کند. شریان حیاتی منطقه یعنی هیرمند نوسانات سالیانه قابل ملاحظه‌ای را نشان می‌دهد. وزش بادهای صد و بیست روزه که از اواخر بهار تا پایان تابستان می‌وزد در تشدید خشکی محیط مؤثر است.

بلوچستان دارای وسعت زیاد و آب و هوای متنوع و در برخی از مناطق دارای طبیعتی کوهستانی می‌باشد. مناطق جنوبی بلوچستان (مکران) با توجه به مجاورت با دریای مکران و بهره‌گیری از بادهای موسمی اقلیم متفاوتی دارند. بالا بودن میانگین دما و پایین بودن نوسانات آن از مشخصه‌های اساسی اقلیم منطقه است. با توجه به پایین بودن بارش و عدم وجود منابع برفی کوهستانی بیشتر جریان‌های رودخانه‌ای، موقتی و فصلی بوده و در بخش وسیعی از بلوچستان منابع محدود آب‌های زیر زمینی تنها منبع تأمین آب به‌شمار می‌آیند. وجود مخروط آتشفشانی تفتان با ۳۹۴۱ متر ارتفاع در شمال بلوچستان مرکزی، شرایط اقلیمی متنوع و جالبی را فراهم آورده است. با توجه به دوره آماری ۱۳۷۵–۱۳۵۹ میانگین بارش سالیانه استان ۱۳۹/۸ میلی‌متر و میانگین دمای سالیانه ۲۲/۶ درجه سانتی گراد، می‌باشد.

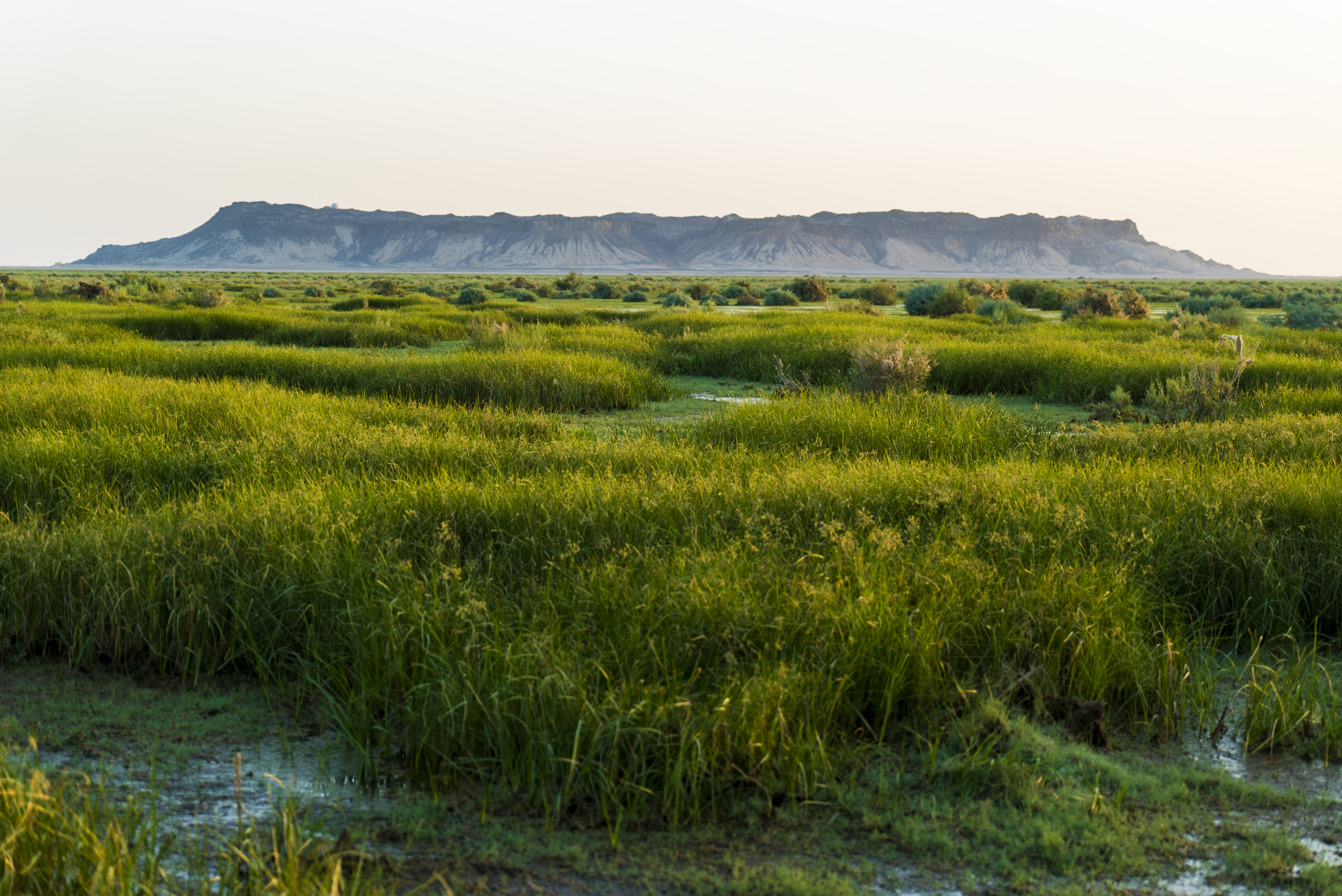
خواجه (کوه) در منطقه سیستان
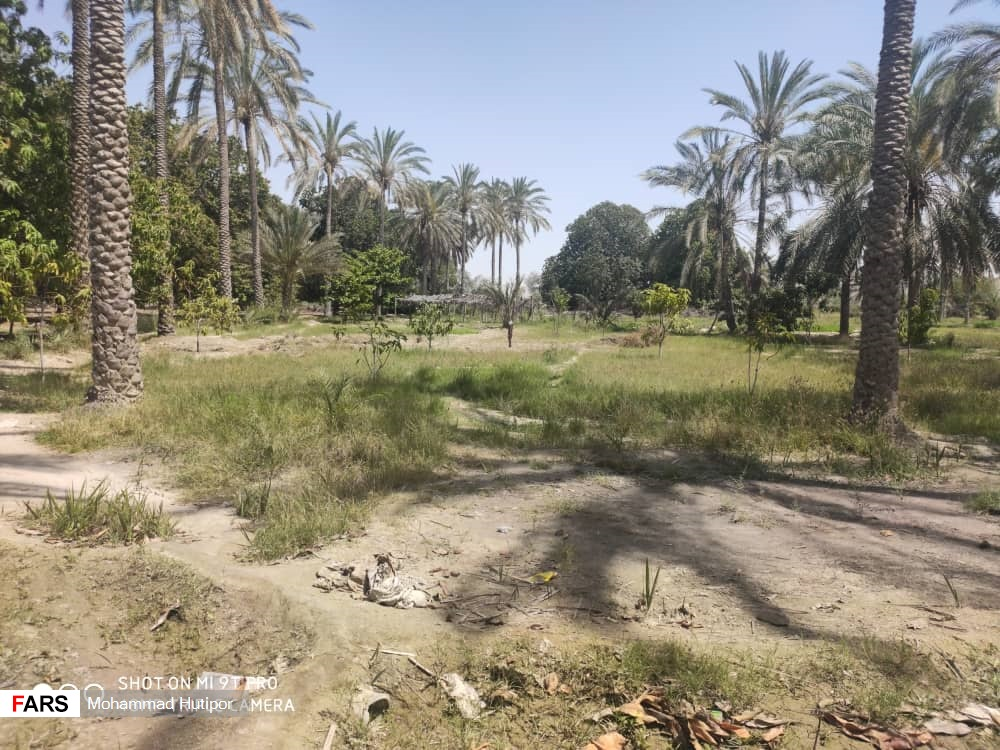
شهرستان کنارک
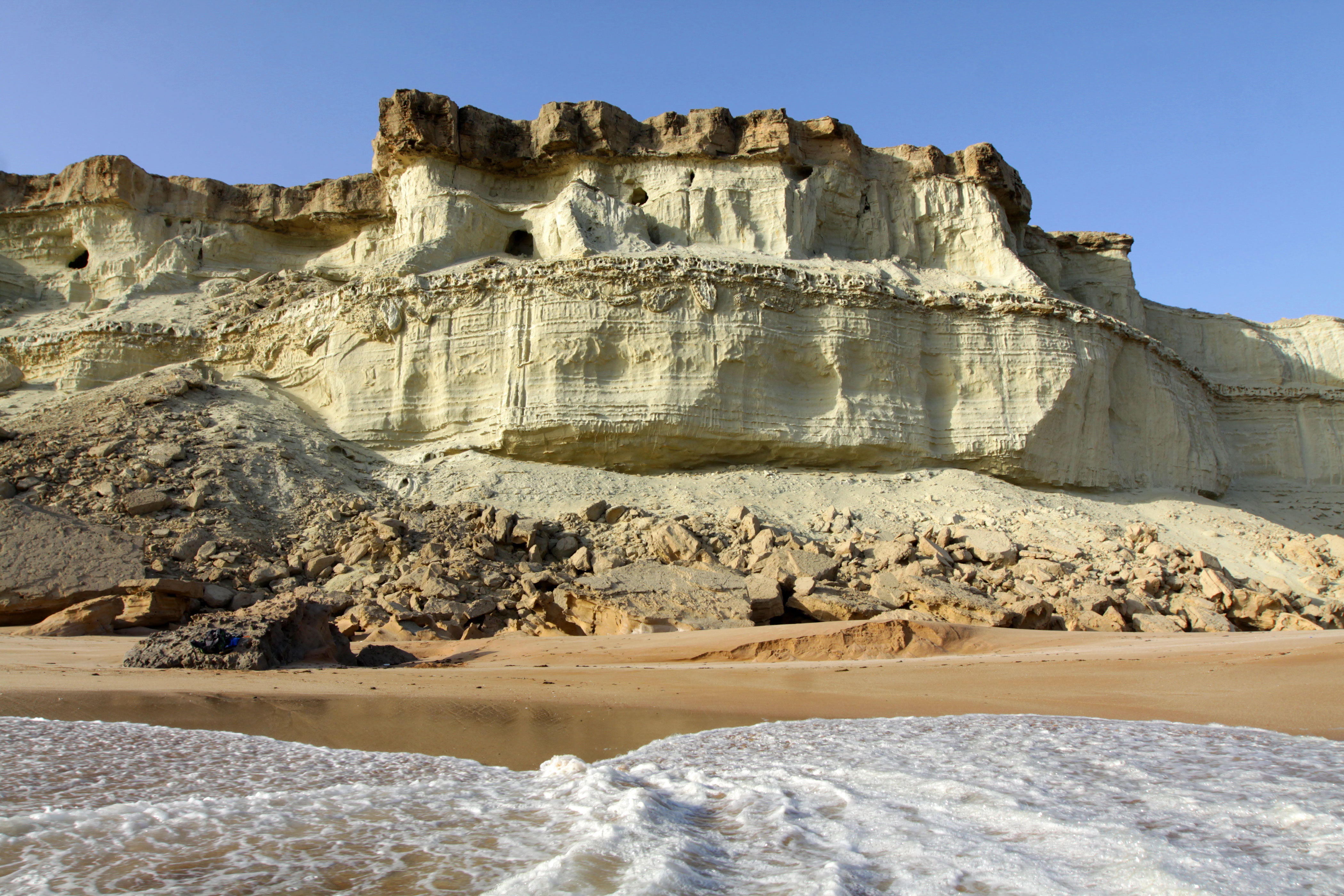
یک ساحل در چابهار
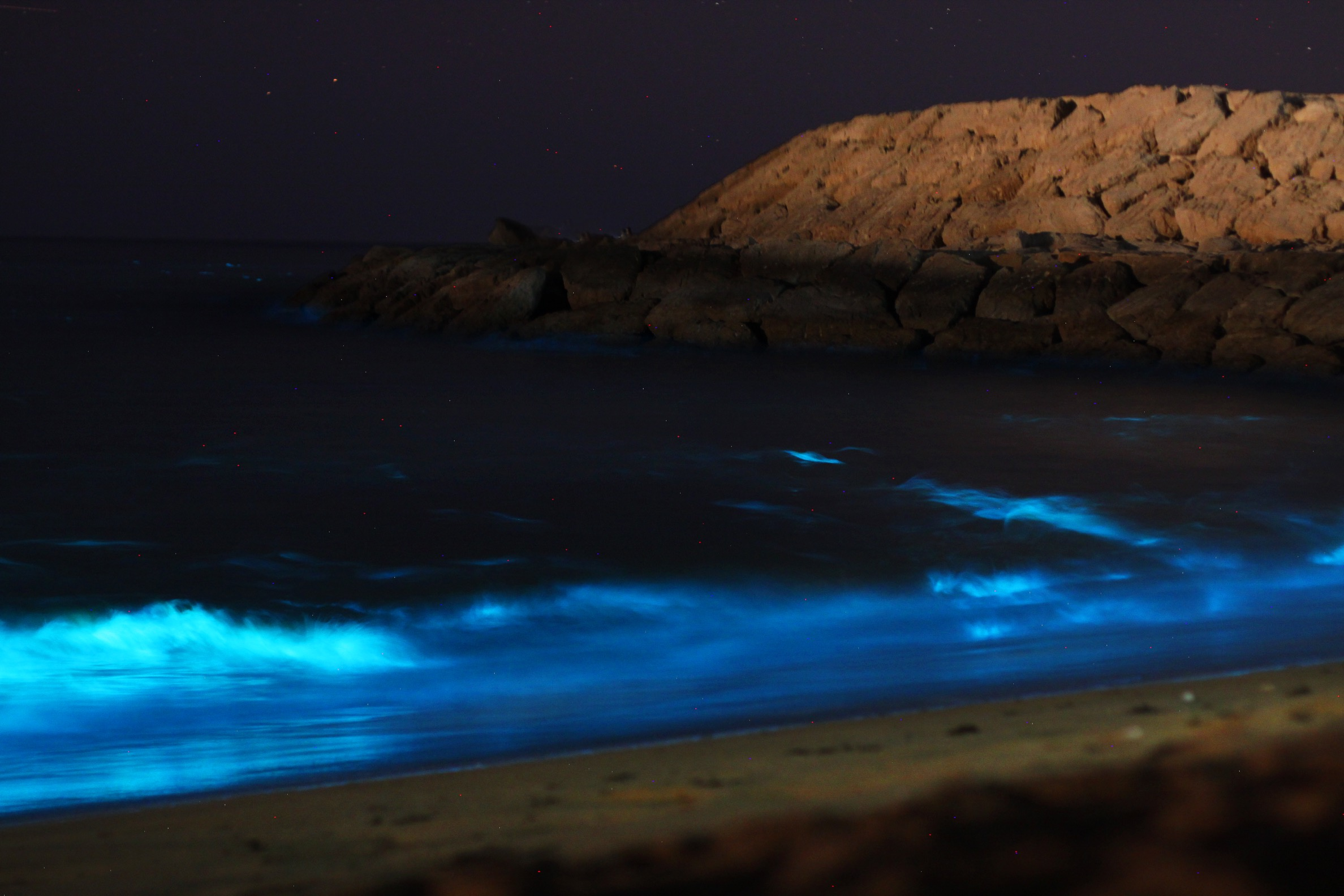
یک ساحل در چابهار
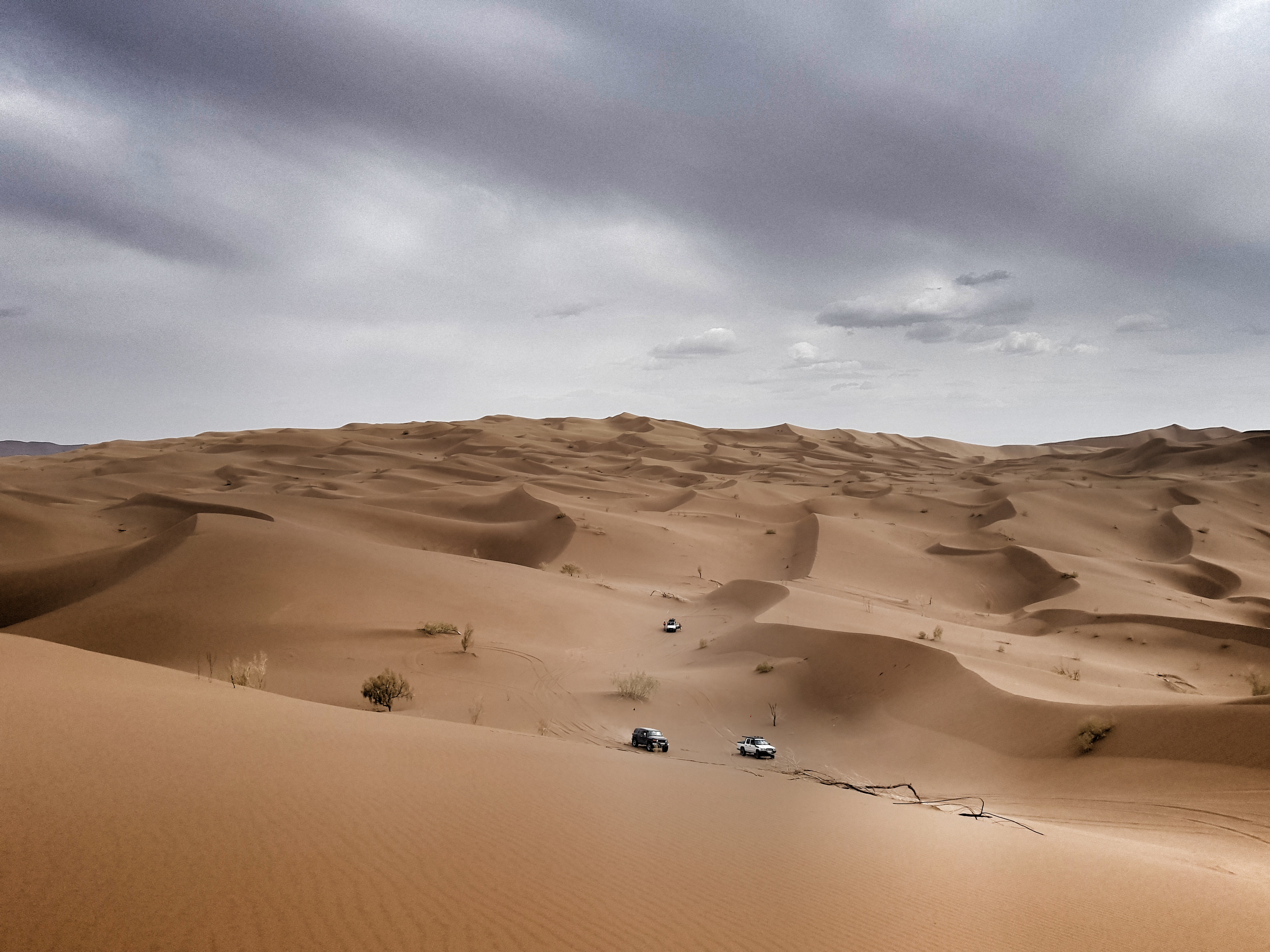
بزرگ ریگ لوت
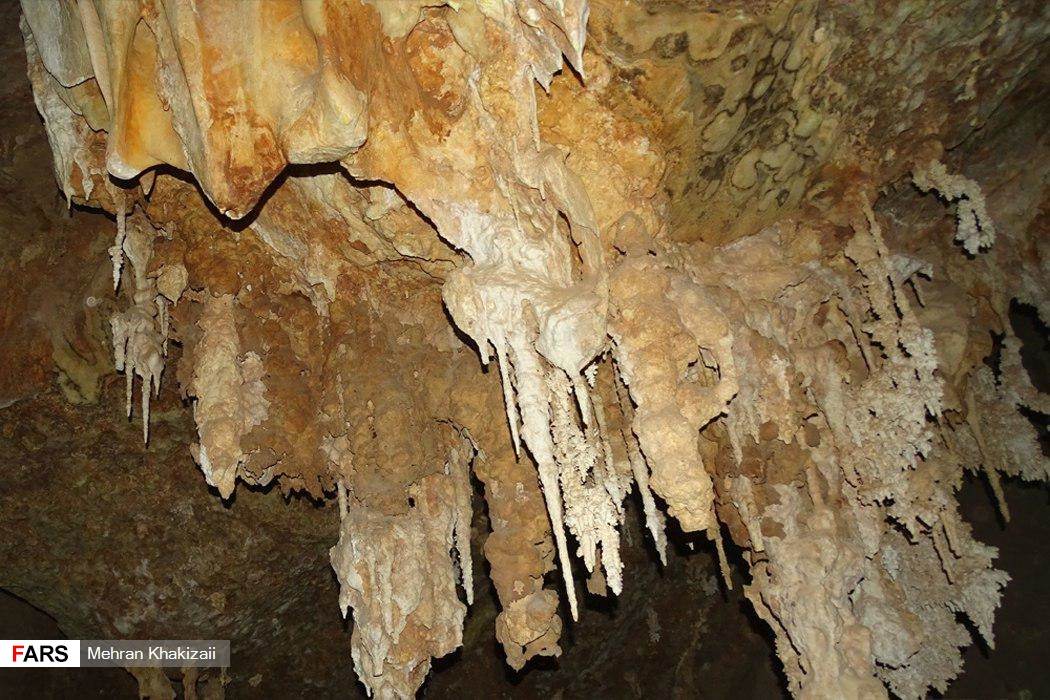
غار اناران در شهرستان مهرستان

### آب و هوا

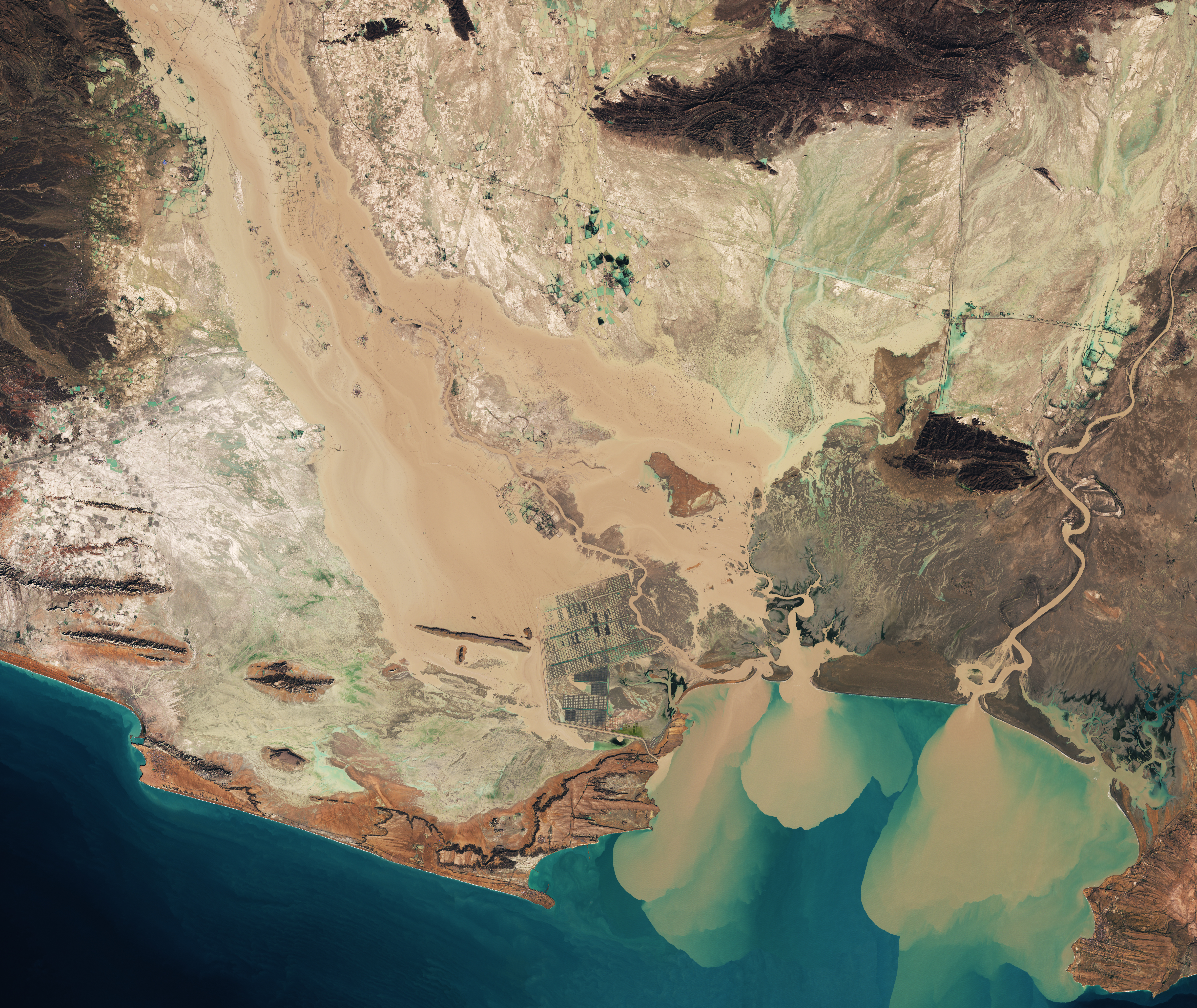
این نگاره که در ژانویه ۲۰۲۰ میلادی، از سیلی که استان سیستان و بلوچستان را تحت تأثیر قرار داد، گرفته‌شده است. در این نگارهٔ ماهواره‌ای، رودخانه باهوکلات در ایران و رودخانه دشت در پاکستان در خلیج گواتر دیده می‌شوند. بین این دو، رودخانه سرباز که کوتاه‌تر است، قرار دارد.

استان سیستان و بلوچستان از لحاظ طبقه‌بندی اقلیمی درناحیه اقلیمی بیابانی و خشک می‌باشد.
در یک تقسیم‌بندی کلی می‌توان گفت مناطق ایرانشهر، زابل و باهوکلات، آب و هوای بیابانی و مناطق زاهدان، خاش، سراوان و چابهار، آب و هوای نیمه بیابانی و ناحیه کوهستانی بم پشت در جنوب سراوان و امتداد آن به طرف مشرق تا کوه‌های بشاگرد، آب و هوای نیمه بیابانی معتدل دارند. اقلیم مشرق ارتفاعات و فلاتهای مرتفع و کم وسعت میان آن، نیمه بیابانی با زمستانهای سرد است.
میزان نزولات در مناطق مختلف معمولاً بین ۱۳۰–۷۰ میلی‌متر می‌باشد. در سال بارندگی گاه موجب ایجاد سیل و خسارت شدید می‌گردد ولی در صورت مهار سیلابها امکان توسعه کشت افزایش می‌یابد.
در تابستان حداکثر حرارت شهرستان‌های ایرانشهر و زابل به ۵۰ درجه سانتیگراد می‌رسد. شهرستان‌های دیگر حرارت پائینتری دارند. حداقل درجه حرارت زمستان در زاهدان و خاش معمولاً ۸–۷ درجه سانتیگراد زیر صفر و هر چند سال یکبار تا ۱۸- درجه سانتیگراد نیز نزول می‌کند. زاهدان سردترین و ایرانشهر گرمترین شهرهای استان است. در نواحی جنوبی و ساحلی استان یعنی تا شعاع حدود ۱۵۰ کیلومتری از ساحل دریا در زمستان درجه حرارت شب و روز بین ۲۵–۱۰ در جه سانتیگراد متغیر بوده و این ویژگی همراه با رطوبت نسبی ۹۵–۵۰ درصد در طول سال استعداد فراوان تولید محصولات گرمسیری و سبزیجات غیر فصل را فراهم نموده است. همچنین این نوسانات رطوبت و وجود بادهای موسمی همچون بادهای معروف به صد و بیست روزه و باد هفتم یا گاوکش و ریزش جوی و اختلاف دما در ۲۴ ساعت به استثنای نواحی معتدل سواحل دریای مکران شرایط خاص اقلیمی، پوشش گیاهی و جانوری مناظر بدیعی را به وجود آورده است.

### زمین‌شناسی

#### زیرپهنه مکران
زیرپهنه مکران شامل کوه‌های خاوری - باختری است که از جنوب گودال جازموریان تا ساحل دریای عمان را زیرپوشش دارد. در زیر پهنه مکران – همانند زیر پهنه زاهدان – خاش – سراوان، پی سنگ ناحیه از نوع پوسته‌های اقیانوسی است که با توالی ضخیمی از رسوبات شبه فلیشی کرتاسه بالائی- الیگوسن و ردیفهای مولاسی میوسن- پلیوسن پوشیده شده است. در یک راستای شمال به جنوب سن سنگ‌ها کاهش می‌یابد. در حاشیه شمالی مکران مجموعه‌های افیولیتی کرتاسه بالو در حاشیه دریای عمان ردیف‌های سست و کم سیمان مولاس پلیوسن و پادگانه‌های دریایی کواترنر قرار دارند. با توجه به پراکنش واحدهای سنگی چنین به‌نظر می‌رسد که از زمان کرتاسه به بعد- به لحاظ گوناگون- دریا به سمت جنوب عقب نشسته و رسوب‌های جوانتری از خود برجای گذاشته است. از نگاه ساختاری زیر پهنه مکران مجموعه‌ای از منشورهای فزاینده است که در شکل‌گیری آن فرورانش پوسته اقیانوسی عمان به سمت شمال (زیرمکران) نقش اساسی داشته است. به همین لحاظ ساختارها روند خاوری- باختری دارند و به‌طور عموم محدود به گسل‌های راندگی طولی با شیب به سمت شمال - شمال خاور هستند. پدیده فرو رانش عمان به زیرمکران هنوز پایا است به همین دلیل ویژگی‌های زمین‌شناسی مکران بسیار شاخص بوده و مورد توجه دانشمندان و پژوهشگران دانش زمین‌شناسی است.

#### زیرپهنه جازموریان
یک فرونشست تکتونیکی است که در جنوب آتشفشان بزمان و شمال کوه‌های بشاگرد و همچنین ارتفاعات خاور ایرانشهر حاوی رسوب‌های سیلتی- رسی که بر این فرونشست تخلیه می‌شوند. به همین رو بخش بیشتر فرونشست جازموریان با نهشته‌های آبرفتی جوان پوشیده شده‌اند. در حاشیه جنوبی از نوع برخان است.
از نگاه زمین‌شناسی، در گذشته جازموریان حاشیه جنوبی بلوک صحرائی لوت تصور می‌شد ولی بررسی‌های ژئوفیزیک هوائی نشانگر آن است که در این ناحیه پی سنگ از نوع پوسته اقیانوسی است و لذا به نظر می‌رسد که فرونشست جازموریان به واقع گودال پیش کمانی منشورهای فزاینده مکران است. چنین فرونشست‌هایی در بسیاری از زون‌های فرورانش دنیا وجود دارد که گاه دارای ذخایر هیدروکربور در خور توجه‌اند.

### محیط زیست

#### گونه‌های جانوری

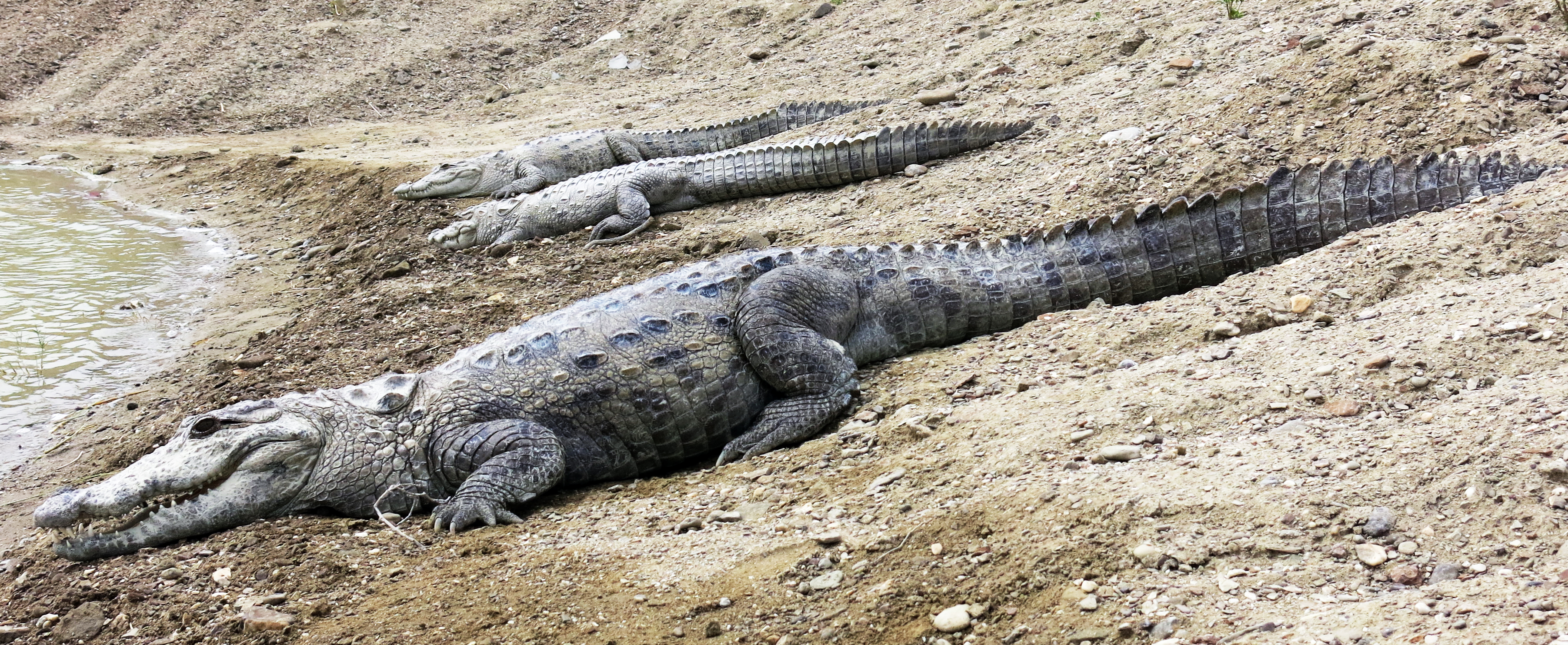
گاندو (تمساح پوزه کوتاه ایرانی) در ایستگاه تحقیقات زیست‌محیطی ریکوکش چابهار، بلوچستان ایران

وجود مناطق بکر و گونه‌های کمیاب و منحصر به فرد در این استان، نظر جانورشناسان و علاقه‌مندان به طبیعت را به خود جلب کرده است. صدها گونه جانوری شامل ۳۴۰ گونه پرنده، ۶۴ گونه پستاندار و حدود ۱۱۰ گونه خزنده و دوزیست به همراه صدها گونه ماهیان آب شیرین و شور در این استان گزارش و شناسایی شده است. درحال حاضر گونه‌های جانوری از قبیل خرس سیاه آسیایی (به بلوچی مم)، پلنگ ایرانی، گربه شنی، سنجاب بلوچی، قوچ و میش، کل و بز و جبیر به همراه پستانداران دریایی و پرندگانی همچون عقاب، شاهین‌ها، هوبره، پلیکان خاکستری، زاغ بور و خزندگانی چون تمساح پوزه کوتاه ایرانی (به بلوچی گاندو)، لاک‌پشت‌های خشکزی و آبزی به همراه بزمجه بنگال از جانوران بومی این استان هستند.

#### مناطق حفاظت‌شده
زیستگاه‌های گونه‌های جانوری و گیاهی استان در قالب ۱۱ منطقه حفاظت شده توسط محیط بانان محافظت دائم می‌شود و بیش از یک میلیون و ۳۴۴ هزار و ۳۷۵ هکتار معادل ۷۳ درصد از کل مساحت سیستان و بلوچستان منطقه حفاظت شده است. به منظور حفاظت از گونه‌های زیستی جانوری و گیاهی سیستان و بلوچستان طرح مناطق چهارگانه حفاظت شده زیر نظر اداره کل حفاظت محیط زیست استان به اجرا درآمده است.
مناطق چهارگانه حفاظت شده استان شامل پناهگاه‌های حیات وحش با وسعت بیش از ۷۵۸ هزار هکتار، مناطق حفاظت شده جنگلی با وسعت ۱۲۶ هزار و ۳۶۵ هکتار، مناطق شکار ممنوع با وسعت نزدیک به ۴۶۰ هزار هکتار و آثار طبیعی ملی با وسعت ۱۰ هکتار می‌شود.
مناطق حفاظت شده گاندو، جنگلی شیله، جنگلی بیرک و جنگلی پوزک، مناطق شکار ممنوع بزمان، بلبل آب نصرت آباد، مک سرخ و پزم، پناهگاه حیات وحش هامون، آثار طبیعی و ملی تفتان و پیرگل خاش ۱۱ منطقه حفاظت شده استان را تشکیل می‌دهد. تمساح پوزه کوتاه، سنجاب بلوچی، خرس سیاه، بز، قوچ، میش، جبیر، آهو و گربه جنگلی از شاخص‌ترین گونه‌های پستانداران و جیرفتی، دراج، زاغ بور، گیلانشاه خالدار، پلیکان خاکستری، بحری، بالابان، هما، عقاب طلایی و عقاب ماهیگیر از مهم‌ترین گونه‌های پرندگان شناسایی شده در مناطق حفاظت شده سیستان و بلوچستان هستند.
تمساح پوزه کوتاه (به بلوچی گاندو) نیز در محدوده جنوب بلوچستان و رودخانه سرباز و همچنین در کشور هند یافت می‌شود. همچنین بر اساس شواهد به دست آمده، یکی از زیستگاه‌های پلنگ ایرانی در ارتفاعات منطقه حفاظت شده بیرک در اطراف شهرستان سراوان است که توسط کارشناسان محیط زیست تصویربرداری شد.